# 소르본
소르본(Sorbonne)은 프랑스 파리 5구에 위치한 카르티에 라탱에 자리잡은 건물로, 파리시에서 소유한 건축물이다. 
소르본은 13세기 성왕 루이 9세의 전속 신부이자 신학자로, 파리 대학교의 콜레주 드 소르본(collège de Sorbonne)을 창립한 로베르 드 소르봉의 이름에서 따온 명칭이다. 콜레주 드 소르본은 신학을 담당하던 대학으로, 로베르 드 소르봉은 이 대학의 목표를 "합의적인, 도덕적인, 학구적인 좋은 사회에서 살기"로 정의했다. 소르본이라는 명칭은 환유적으로 1200년부터 1793년까지의 앙시앵 레짐기의 구 파리 대학교, 이후 1896년부터 1971년까지의 파리 대학교, 그리고 19세기 존속한 옛 파리 이학부(1811년)와 파리 문학부(1808년)을 일컫는데 쓰인다. 바로크 양식의 파사드는 1642년 완공된 생트-위르쉴 예배당의 파사드이다. 생트-위르쉴 예배당은 정교분리법으로 인하여 세속적으로 쓰이게 되어, 지금은 접견과 전시 용도로 쓰인다. 국제 올림픽 위원회는 1894년 6월 23일 피에르 드 쿠베르탱에 의하여 소르본에서 창립하였다. 
소르본은 파리 아카데미 대학구 본부와 파리 전 대학교 사무국이 위치해있다. 
소르본은 파리 제1대학교 팡테옹-소르본, 파리 제3대학교 소르본 누벨, 소르본 대학의 건물로 쓰인다. 소르본 도서관은 범대학적 도서관(파리 제1,3,4,5,6대학교)으로 파리 제1대학교 팡테옹-소르본이 그 관리를 맡는다.
소르본 예배당은 1887년 2월 10일부로 역사 유산으로 지정되었다. 대강당(과 다른 교실 및 응접실)은 1975년 9월 30일부로 역사 유산으로 지정되었다. 건물 전체(파사드와 지붕) 역시 1975년 9월 30일부로 역사 유산으로 지정되었다.